# 聖弗朗西斯 (緬因州)
聖弗朗西斯（英語：St. Francis）是一個位於美國緬因州阿魯斯圖克縣的市鎮。

## 人口
根據2020年美國人口普查的數據，聖弗朗西斯的面積為78.63平方千米，當中陸地面積為77.49平方千米，而水域面積為1.14平方千米。當地共有人口438人，而人口密度為每平方千米6人。